# Lijst van rijksmonumenten in Woudenberg
De plaats en gemeente Woudenberg telt 59 inschrijvingen in het rijksmonumentenregister. Hieronder een overzicht. 
| Object                                                                                     | Oorspronkelijke functie?  | Bouwjaar                                  | Architect                  | Locatie                 | Coördinaten?                 | Nr.?   | Afbeelding                                                                                 |
| ------------------------------------------------------------------------------------------ | ------------------------- | ----------------------------------------- | -------------------------- | ----------------------- | ---------------------------- | ------ | ------------------------------------------------------------------------------------------ |
| Toren van de Nederlands Hervormde Kerk                                                     | Kerk en kerkonderdeel     | 1512 (eerste klok) 14e eeuw (tweede klok) |                            | Middenstraat 20         | 52° 4' 60" NB, 5° 24' 45" OL | 39541  | Meer afbeeldingen                                                                          |
| Pyramide van Austerlitz                                                                    | Gedenkteken               | 1804/1894                                 | Franse en Bataafse troepen | Zeisterweg 96           | 52° 5' 14" NB, 5° 20' 18" OL | 39543  | Meer afbeeldingen                                                                          |
| Hek bij buitenplaats Lambalgen                                                             | Erfscheiding              | laatste kwart 18e eeuw                    |                            | Lambalgseweg bij 36     | 52° 4' 14" NB, 5° 28' 31" OL | 39544  | Meer afbeeldingen                                                                          |
| Bijgebouw ridderhofstad Groenewoude                                                        | Woonhuis                  | laat 17e eeuw                             |                            | Ekris 42                | 52° 5' 15" NB, 5° 25' 32" OL | 39545  | Bijgebouw ridderhofstad Groenewoude                                                        |
| Inrijhek ridderhofstad Groenewoude                                                         | Gedenkteken               | 18e eeuw                                  |                            | Ekris tegenover 63      | 52° 5' 21" NB, 5° 25' 34" OL | 39547  | Meer afbeeldingen                                                                          |
| Terrein van het versterkte huis Lichtenberg                                                | Archeologisch monument    | 14e eeuw                                  |                            | Lichtenberg             | 52° 4' 36" NB, 5° 24' 35" OL | 46146  | Upload foto                                                                                |
| Kasteel Geerestein: hoofdgebouw                                                            | "Kasteel, buitenplaats"   | 16e eeuw                                  |                            | Geeresteinselaan 57     | 52° 5' 19" NB, 5° 24' 56" OL | 514931 | Meer afbeeldingen                                                                          |
| Geerestein: Parkaanleg                                                                     | "Tuin, park en plantsoen" | 1835                                      |                            | Geeresteinselaan bij 55 | 52° 5' 23" NB, 5° 24' 38" OL | 514933 | Meer afbeeldingen                                                                          |
| Geerestein: noordelijk bouwhuis                                                            | Bijgebouwen kastelen enz. | 1740                                      |                            | Geeresteinselaan 53     | 52° 5' 19" NB, 5° 24' 60" OL | 514938 | Meer afbeeldingen                                                                          |
| Geerestein: zuidelijk bouwhuis (belhuis)                                                   | Bijgebouwen kastelen enz. | 1740                                      |                            | Geeresteinselaan 59     | 52° 5' 18" NB, 5° 24' 59" OL | 514939 | Meer afbeeldingen                                                                          |
| Geerestein: hek                                                                            | "Tuin, park en plantsoen" | 1830-1840                                 |                            | Geeresteinselaan bij 55 | 52° 5' 11" NB, 5° 24' 57" OL | 514940 | Meer afbeeldingen                                                                          |
| Geerestein: kinderhuisje Heiligerlee                                                       | "Tuin, park en plantsoen" | 1835-1850                                 |                            | Geeresteinselaan bij 55 | 52° 5' 17" NB, 5° 24' 48" OL | 514941 | Meer afbeeldingen                                                                          |
| Geerestein: stal                                                                           | Bijgebouwen kastelen enz. | 1835-1850                                 |                            | Geeresteinselaan bij 55 | 52° 5' 17" NB, 5° 24' 47" OL | 514942 | Meer afbeeldingen                                                                          |
| Geerestein: Boerderij Griftpark                                                            | Bijgebouwen kastelen enz. | 1837                                      |                            | Griftdijk               | 52° 5' 35" NB, 5° 24' 6" OL  | 514943 | Meer afbeeldingen                                                                          |
| Geerestein: Boerderij Klein Geerestein                                                     | Bijgebouwen kastelen enz. | 1838                                      |                            | Geeresteinselaan 67     | 52° 5' 25" NB, 5° 25' 3" OL  | 514944 | Meer afbeeldingen                                                                          |
| De Viersprong: vrijstaand woonhuis                                                         | "Kasteel, buitenplaats"   | 1889-1894                                 |                            | Zeisterweg 82           | 52° 5' 7" NB, 5° 21' 35" OL  | 518692 | Meer afbeeldingen                                                                          |
| De Viersprong: koetshuis                                                                   | Bijgebouwen kastelen enz. | 1894                                      |                            | Zeisterweg bij 82       | 52° 5' 7" NB, 5° 21' 35" OL  | 518693 | De Viersprong: koetshuis                                                                   |
| Hoeve de Beek: boerderij                                                                   | Boerderij                 | 1880                                      |                            | Brinkkanterweg 23       | 52° 4' 40" NB, 5° 27' 44" OL | 518695 | Hoeve de Beek: boerderij                                                                   |
| Hoeve de Beek: vrijstaande schuur                                                          | Boerderij                 | 1888                                      |                            | Brinkkanterweg bij 23   | 52° 4' 40" NB, 5° 27' 44" OL | 518696 | Upload foto                                                                                |
| Jachthuis van De Boom                                                                      | "Tuin, park en plantsoen" | 1878                                      |                            | Geeresteinselaan 79     | 52° 5' 50" NB, 5° 24' 60" OL | 518698 | Jachthuis van De Boom                                                                      |
| Koetshuis van De Boom                                                                      | Bijgebouwen kastelen enz. | 1879                                      |                            | Geeresteinselaan 81     | 52° 5' 50" NB, 5° 24' 60" OL | 518699 | Meer afbeeldingen                                                                          |
| Schaapskooi                                                                                | Boerderij                 | 1850-1900                                 |                            | Dashorsterweg bij 37    | 52° 6' 32" NB, 5° 28' 57" OL | 518700 | Meer afbeeldingen                                                                          |
| Nieuwoord                                                                                  | Woonhuis                  | 1870-1905                                 |                            | Maarsbergseweg 22       | 52° 4' 49" NB, 5° 24' 46" OL | 518701 | Nieuwoord                                                                                  |
| Raadhuis                                                                                   | Bestuursgebouw en onderdl | 1936                                      |                            | Parklaan 1              | 52° 4' 53" NB, 5° 24' 54" OL | 518703 | Meer afbeeldingen                                                                          |
| Eben Haezer                                                                                | Vergadering en vereniging | 1885                                      |                            | Middenstraat 6          | 52° 4' 59" NB, 5° 24' 47" OL | 518704 | Meer afbeeldingen                                                                          |
| Woonhuis horende bij station                                                               | Woonhuis                  | 1883-1886                                 |                            | Spoorlaan 4             | 52° 4' 53" NB, 5° 26' 57" OL | 518705 | Woonhuis horende bij station                                                               |
| Loods horende bij station                                                                  | Woonhuis                  | 1883-1886                                 |                            | Spoorlaan bij 4         | 52° 4' 53" NB, 5° 26' 57" OL | 525566 | Loods horende bij station                                                                  |
| Koepel van stoop                                                                           | Bijgebouwen kastelen enz. | 1837-1845                                 |                            | Zeisterweg bij 97       | 52° 4' 59" NB, 5° 20' 42" OL | 526393 | Meer afbeeldingen                                                                          |
| Geerestein: toegangshek                                                                    | "Tuin, park en plantsoen" |                                           |                            | Geeresteinselaan bij 53 | 52° 5' 19" NB, 5° 25' 1" OL  | 526424 | Meer afbeeldingen                                                                          |
| Roffelaarskade                                                                             | Open verdedigingswerk     | 1742-1745                                 |                            | Roffelaarskade          | 52° 5' 48" NB, 5° 27' 52" OL | 528597 | Roffelaarskade                                                                             |
| Voorwerk op de Roffelaarskade                                                              | Fort, vesting en -onderdl | 1799                                      |                            | Roffelaarskade          | 52° 5' 34" NB, 5° 27' 22" OL | 528598 | Voorwerk op de Roffelaarskade                                                              |
| Damsluis bij de Roffelaarskade, Schapenbruggetje                                           | Waterkering en -doorlaat  | 1865                                      |                            | Roffelaarskade          | 52° 5' 23" NB, 5° 26' 60" OL | 528599 | Damsluis bij de Roffelaarskade, Schapenbruggetje                                           |
| Grebbeliniedijk Woudenberg                                                                 | Open verdedigingswerk     | 1745-1746                                 |                            | Liniedijk               | 52° 5' 39" NB, 5° 26' 35" OL | 528652 | Meer afbeeldingen                                                                          |
| Damsluis bij de Pothbrug                                                                   | Waterkering en -doorlaat  | 1865                                      |                            | Liniedijk               | 52° 4' 53" NB, 5° 27' 26" OL | 528653 | Damsluis bij de Pothbrug                                                                   |
| Kazemat GLR11 tussen Bruinenburgersluis en damsluis aan de Roffelaarskade                  | Kazemat                   | 1939-1940                                 |                            | Liniedijk               | 52° 5' 55" NB, 5° 26' 10" OL | 528654 | Kazemat GLR11 tussen Bruinenburgersluis en damsluis aan de Roffelaarskade                  |
| Kazemat GL075 tussen Bruinenburgersluis en damsluis aan de Roffelaarskade                  | Kazemat                   | 1939-1940                                 |                            | Liniedijk               | 52° 5' 47" NB, 5° 26' 23" OL | 528655 | Kazemat GL075 tussen Bruinenburgersluis en damsluis aan de Roffelaarskade                  |
| Kazemat tussen damsluis aan de Roffelaarskade en de Pothbrug                               | Kazemat                   | 1939-1940                                 |                            | Liniedijk               | 52° 5' 15" NB, 5° 27' 2" OL  | 528656 | Upload foto                                                                                |
| Kazemat GLR13 tussen damsluis aan de Roffelaarskade en de Pothbrug                         | Kazemat                   | 1939-1940                                 |                            | Liniedijk               | 52° 5' 6" NB, 5° 27' 2" OL   | 528657 | Kazemat GLR13 tussen damsluis aan de Roffelaarskade en de Pothbrug                         |
| Kazemat GL086 tussen damsluis aan de Roffelaarskade en de Pothbrug                         | Kazemat                   | 1939-1940                                 |                            | Liniedijk               | 52° 5' 3" NB, 5° 27' 2" OL   | 528658 | Kazemat GL086 tussen damsluis aan de Roffelaarskade en de Pothbrug                         |
| Kazemat GL094 tussen de Pothbrug en de Brinkanterweg                                       | Kazemat                   | 1939-1940                                 |                            | Liniedijk               | 52° 4' 44" NB, 5° 27' 40" OL | 528659 | Kazemat GL094 tussen de Pothbrug en de Brinkanterweg                                       |
| Kazemat GL098 tussen de Brinkanterweg en de Lambagseweg                                    | Kazemat                   | 1939-1940                                 |                            | Liniedijk               | 52° 4' 30" NB, 5° 28' 6" OL  | 528660 | Kazemat GL098 tussen de Brinkanterweg en de Lambagseweg                                    |
| Kazemat GL102 tussen de Brinkanterweg en de Lambalgseweg, bij Post van Lambalgen           | Kazemat                   | 1939-1940                                 |                            | Liniedijk               | 52° 4' 21" NB, 5° 28' 30" OL | 528661 | Kazemat GL102 tussen de Brinkanterweg en de Lambalgseweg, bij Post van Lambalgen           |
| Kazemat GL103 tussen de Lambalgseweg en de Broekerweg                                      | Kazemat                   | 1939-1940                                 |                            | Liniedijk               | 52° 4' 16" NB, 5° 28' 38" OL | 528662 | Kazemat GL103 tussen de Lambalgseweg en de Broekerweg                                      |
| Kazemat GL106 tussen de Lambalgseweg en de Broekerweg                                      | Kazemat                   | 1939-1940                                 |                            | Liniedijk               | 52° 4' 13" NB, 5° 28' 39" OL | 528663 | Kazemat GL106 tussen de Lambalgseweg en de Broekerweg                                      |
| Kazemat GLR17 tussen de Lambalgseweg en de Broekerweg                                      | Kazemat                   | 1939-1940                                 |                            | Liniedijk               | 52° 4' 12" NB, 5° 28' 38" OL | 528664 | Kazemat GLR17 tussen de Lambalgseweg en de Broekerweg                                      |
| Kazemat GL106A tussen de Lambalgseweg en de Broekerweg                                     | Kazemat                   | 1939-1940                                 |                            | Liniedijk               | 52° 4' 11" NB, 5° 28' 37" OL | 528665 | Kazemat GL106A tussen de Lambalgseweg en de Broekerweg                                     |
| Kazemat GL108 tussen de Lambalgseweg en de Broekerweg                                      | Kazemat                   | 1939-1940                                 |                            | Liniedijk               | 52° 4' 3" NB, 5° 28' 34" OL  | 528666 | Kazemat GL108 tussen de Lambalgseweg en de Broekerweg                                      |
| Kazemat GLR18 tussen de Broekerweg en Leersum (gemeente Utrechtse Heuvelrug)               | Kazemat                   | 1939-1940                                 |                            | Liniedijk               | 52° 3' 38" NB, 5° 28' 50" OL | 528667 | Kazemat GLR18 tussen de Broekerweg en Leersum (gemeente Utrechtse Heuvelrug)               |
| Kazemat GL112 tussen de Broekerweg en Leersum (gemeente Utrechtse Heuvelrug)               | Kazemat                   | 1939-1940                                 |                            | Liniedijk               | 52° 3' 36" NB, 5° 28' 51" OL | 528668 | Kazemat GL112 tussen de Broekerweg en Leersum (gemeente Utrechtse Heuvelrug)               |
| Kazemat GL077 tussen Bruinenburgersluis en damsluis aan de Roffelaarskade                  | Kazemat                   | 1939-1940                                 |                            | Liniedijk               | 52° 5' 41" NB, 5° 26' 33" OL | 528669 | Kazemat GL077 tussen Bruinenburgersluis en damsluis aan de Roffelaarskade                  |
| Kazemat GLR14 tussen damsluis aan de Roffelaarskade en de Pothbrug                         | Kazemat                   | 1939-1940                                 |                            | Liniedijk               | 52° 5' 3" NB, 5° 27' 3" OL   | 528670 | Kazemat GLR14 tussen damsluis aan de Roffelaarskade en de Pothbrug                         |
| Kazemat GL087 tussen damsluis aan de Roffelaarskade en de Pothbrug                         | Kazemat                   | 1939-1940                                 |                            | Liniedijk               | 52° 5' 1" NB, 5° 27' 9" OL   | 528671 | Kazemat GL087 tussen damsluis aan de Roffelaarskade en de Pothbrug                         |
| Kazemat GL107 tussen de Lambalgseweg en de Broekerweg                                      | Kazemat                   | 1939-1940                                 |                            | Liniedijk               | 52° 4' 6" NB, 5° 28' 35" OL  | 528672 | Kazemat GL107 tussen de Lambalgseweg en de Broekerweg                                      |
| Kazemat GL113 tussen de Broekerweg en Leersum (gemeente Utrechtse Heuvelrug)               | Kazemat                   | 1939-1940                                 |                            | Liniedijk               | 52° 3' 27" NB, 5° 28' 57" OL | 528673 | Kazemat GL113 tussen de Broekerweg en Leersum (gemeente Utrechtse Heuvelrug)               |
| Kazemat GLK01 tussen de Brinkanterweg en de Lambagseweg, bij Post van Lambalgen            | Kazemat                   | 1939-1940                                 |                            | Liniedijk               | 52° 4' 20" NB, 5° 28' 28" OL | 528674 | Kazemat GLK01 tussen de Brinkanterweg en de Lambagseweg, bij Post van Lambalgen            |
| Kazemat R002-P Duitse Pantherstellung tussen damsluis aan de Roffelaarskade en de Pothbrug | Kazemat                   | 1944                                      |                            | Liniedijk               | 52° 4' 60" NB, 5° 27' 14" OL | 528675 | Kazemat R002-P Duitse Pantherstellung tussen damsluis aan de Roffelaarskade en de Pothbrug |
| Kazemat GL084 bij damsluis aan de Roffelaarskade                                           | Kazemat                   | 1939-1940                                 |                            | Liniedijk               | 52° 5' 15" NB, 5° 27' 1" OL  | 528676 | Kazemat GL084 bij damsluis aan de Roffelaarskade                                           |
| Bruinenburgersluis                                                                         | Waterkering en -doorlaat  | 1786                                      |                            | Liniedijk               | 52° 5' 56" NB, 5° 26' 7" OL  | 528678 | Meer afbeeldingen                                                                          |

Amersfoort ·
Baarn ·
Bunnik ·
Bunschoten ·
De Bilt ·
De Ronde Venen ·
Eemnes ·
Houten ·
IJsselstein ·
Leusden ·
Lopik ·
Montfoort ·
Nieuwegein ·
Oudewater ·
Renswoude ·
Rhenen ·
Soest ·
Stichtse Vecht ·
Utrecht ·
Utrechtse Heuvelrug ·
Veenendaal ·
Vijfheerenlanden ·
Wijk bij Duurstede ·
Woerden ·
Woudenberg ·
Zeist